# John Bonett
John Bonett (28 maggio 1942) è un ex calciatore maltese, di ruolo attaccante.

## Carriera

### Nazionale
Ha collezionato nove presenze con la propria Nazionale.